# Adobe Fireworks
O Fireworks é um editor de imagens de bitmap e desenho vetorial desenvolvido pela Macromedia, posteriormente adquirido pela Adobe. Suas funcionalidades focam a publicação gráfica na Internet, por isso inclui suporte a GIF animado, PNG e imagens fatiadas, além de possuir ótima compressão de imagens. A partir da versão MX, ganhou integração com outros produtos da mesma linha, Dreamweaver, Flash e Freehand.
Com a aquisição da Macromedia em 2005 pela Adobe, houve um choque entre os seus programas, Fireworks e ImageReady, Dreamweaver e GoLive, Freehand e Illustrator. Assim, o objetivo da Adobe foi em criar um conjunto mais poderoso de soluções para a criação, gerenciamento e entrega de conteúdo e experiências atraentes em múltiplos sistemas operacionais, dispositivos e mídias.
O desenvolvimento do ImageReady foi cancelado prevalecendo o Fireworks como editor gráfico para Internet.

## Recursos
O Fireworks possui recursos que o fazem uma alternativa direta ao ImageReady. A diferença principal está no suporte a gráficos vetoriais, semelhante ao Adobe Illustrator, sendo o oposto do Adobe Photoshop que suporta primordialmente edita bitmaps tendo poucos recursos únicos para vetores.

### Menus acoplados
A partir da versão MX 2004, o Fireworks passou a exibir os menus de ferramentas mais organizados, acoplados. Eles podem ser ocultados e suspensos trazendo uma área de trabalho imediata mais limpa.

### Toolbar
A toolbar (barra de ferramentas) contém 34 botões. Sendo deles, alguns com mini-menus que oferecem variações da ferramenta, chegando a marca de 68 itens quando contados todos os ocultos.

#### Pointer tool
A pointer tool, ou ferramenta ponteiro, representada pela seta preta, possui duas variações:
- Pointer tool: Seleciona o objeto que está por cima dos outros na área clicada. Permite mover o objeto e redimensionar a partir dos pontos dispostos em volta do objeto selecionado.
- Select behind tool: É representado no menu pela seta preta com um quadrado azul semi-transparente sobre ela e por uma seta branca quando acionada. Seleciona os objetos conforme a quantidade de cliques. Por exemplo, se há três objetos dispostos um sob o outro, com três cliques na mesma região este objeto será selecionado.

## Mudanças de CS3 para CS4
Nova interface de usuário
Agora você pode transportar suas imagens do Fireworks para outros programas Adobe, como Photoshop, Illustrator e Flash. Ele conta com uma interface prática e rápida.
CSS e Fireworks
O Fireworks agora serve como base para folhas de estilo CSS, do Adobe Dreamweaver. Ou seja, você pode desenvolver as folhas de estilo CSS no Fireworks.
PDF e Fireworks
Com o Fireworks, você desenvolve desenhos para os seus documentos PDF, do Adobe Acrobat, de forma segura e fácil.
Melhorias no e
Adobe AIR e Fireworks
Crie protótipos do AIR no Fireworks e implante diretamente em HTML e CSS, e programas como Flex ou Flash